# Carl Neubronner (Politiker)
Carl Neubronner (* 5. Juni 1892 in Frankenthal; † 21. Dezember 1961 in Worms) war ein deutscher Politiker (FDP).

## Leben
Nach dem Besuch der Oberrealschule in Ludwigshafen am Rhein studierte Neubronner Rechts- und Wirtschaftswissenschaft an den Universitäten in München und Heidelberg. Während seines Studiums, das er aufgrund der Teilnahme am Ersten Weltkrieg unterbrach, wurde er in München Mitglied des Corps Vitruvia. 1920 wurde er zum Dr. rer. pol. promoviert. Von 1920 bis 1930 arbeitete er als Angestellter in der Privatwirtschaft. Ab 1931 war er als Steuerberater in Hardenburg und Bad Dürkheim tätig.
Nach dem Zweiten Weltkrieg war Neubronner Mitbegründer der Demokratischen Partei Rheinland-Pfalz (DPRP), aus der 1947 der Landesverband der FDP Rheinland-Pfalz hervorging. Bei der ersten Landtagswahl im September 1947 wurde er als Abgeordneter in den Rheinland-Pfälzischen Landtag gewählt, wo er den Vorsitz der liberalen Fraktion übernahm.
In der Landtagssitzung vom 16. Juni 1948 brüskierte Neubronner die französische Besatzungsmacht, indem er die Ernährungssituation in dieser Zone mit der in einem deutschen Konzentrationslager verglich. Während der Sitzung war der französische Oberst Roger Magniez, Leiter der „Section Intérieur et Cultes“ der französischen Militärregierung aus Neustadt an der Weinstraße anwesend. Er unterbrach Neubronner durch Zwischenrufe, sagte zu ihm: „Sie sind nie im Konzentrationslager gewesen!“ und verlangte den Ministerpräsidenten Peter Altmeier zu sprechen. Die Landtagssitzung wurde daraufhin unterbrochen und noch am gleichen Mittag ging die Nachricht darüber über den Rundfunk. Neubronner verlor den Fraktionsvorsitz und legte sein Landtagsmandat am 5. Juli 1948 aufgrund einer Intervention der französischen Militärregierung nieder.
Nach seinem Rückzug aus der Landespolitik wirkte Neubronner als Steuerberater in Worms. In den 1950er Jahren war er Erster Vorsitzender des rheinland-pfälzischen Landesverbandes der Steuerberater und Helfer in Steuersachen sowie Mitglied des Präsidiums und stellvertretender Präsident der Bundeszentrale der Verbände der Steuerberater und Helfer in Steuersachen. Er erreichte, dass der Verein wie bei den Rechtsanwälten eine öffentlich-rechtliche Kammer wurde. Daneben erforschte er die Familiengeschichte der Neubronner in Kronberg und Frankenthal, besonders für die Zeit von 1750 bis 1950. Im Jahre 1960 organisierte er in Kronberg die 400-Jahr-Feier des Neubronner-Brunnenwappens, das Kaiser Ferdinand I. der Familie erteilt hatte. 
Über Religion äußerte er sich zu seiner Ehefrau Hildegard, ebenfalls Steuerberaterin, nur selten. Er hat einmal gesagt: „Ich erahne eine große Schöpferkraft“. Dieser Schöpferkraft spürte er wohl bei seinen sehr breit gestreuten historischen Forschungen nach.